# Wyulda squamicaudata
L'opossum a coda squamosa (Wyulda squamicaudata Alexander, 1919) è un marsupiale arboricolo della famiglia dei Falangeridi. È l'unica specie del genere Wyulda Alexander, 1918.

## Descrizione
L'opossum a coda squamosa ha una lunghezza testa-corpo di 29-39,5 cm e una coda di 25-32,5 cm; pesa circa 1,4–2 kg. Ha una pelliccia corta, soffice, fine e fitta. La colorazione generale del dorso è grigio-cenere chiaro o scuro. Una striscia scura, sfumata o ben distinta, corre lungo la linea mediana del dorso dalla regione scapolare al posteriore. Alcuni esemplari presentano nuca, regione scapolare e posteriore ricoperti da macchie color camoscio, con gola e petto grigi. Fianchi e dorso sono generalmente dello stesso colore, sebbene i fianchi siano talvolta più chiari. Le regioni inferiori sono bianco crema.
La coda prensile è ricoperta di fitta peluria alla base, mentre la parte restante è ricoperta da spesse squame non sovrapposte tra loro. Attorno a esse spuntano dei peli corti e ispidi. W. squamicaudata è l'unica specie della famiglia dei Falangeridi ad avere una coda come questa. La testa è breve e larga. Gli artigli sono corti e non troppo ricurvi.

## Biologia
L'opossum a coda squamosa abita in una regione piuttosto desolata, dove dominano formazioni di arenaria con alberi sparsi e rocce. È un animale notturno che trascorre il giorno nascosto tra le rocce ed esce allo scoperto di notte per andare in cerca di foglie, boccioli, frutta, insetti e, forse, piccoli vertebrati. Dopo aver lasciato le rocce si arrampica sugli alberi vicini e passa da un albero all'altro senza scendere mai a terra. Sembra avere natura solitaria, e tre femmine sono state viste trasportare un unico piccolo sul dorso. In una popolazione la densità di questi animali era di un esemplare per ettaro. Il piccolo nasce tra marzo e agosto e viene svezzato dopo circa 8 mesi; i maschi raggiungono la maturità sessuale non prima dei 18 mesi, e le femmine non prima del terzo anno di età. Un esemplare allevato in cattività era tranquillo e affettuoso con i proprietari ed emetteva un richiamo simile al canto di un uccello; visse in cattività per oltre 4 anni e 4 mesi.

## Distribuzione e habitat
Tranne l'olotipo, catturato nella valle del fiume Violet, nel Kimberley orientale (Australia Occidentale), tutti gli opossum a coda squamosa di cui siamo a conoscenza provengono dalle regioni nord-occidentali del Kimberley, in prossimità della costa, dove la piovosità è maggiore. Nel Kimberley orientale la specie non viene più avvistata dal 1917 e potrebbe essere scomparsa. È presente anche sulle isole di Bigge e Boongaree.

## Conservazione
Fino al 1965 l'opossum a coda squamosa, scoperto nel 1917, era noto unicamente a partire da quattro esemplari, ma in quell'anno ne vennero catturati altri otto. In seguito la specie è stata osservata con più regolarità. Tuttavia, si tratta ancora di una specie poco conosciuta, e la IUCN attualmente la classifica tra le specie a status indeterminato (Data Deficient).